# Geniostoma calcicola
Geniostoma calcicola är en tvåhjärtbladig växtart som beskrevs av A. C. Smith. Geniostoma calcicola ingår i släktet Geniostoma och familjen Loganiaceae. Inga underarter finns listade i Catalogue of Life.